# 4411 Kochibunkyo
A 4411 Kochibunkyo (ideiglenes jelöléssel 1990 AF) a Naprendszer kisbolygóövében található aszteroida. Tsutomu Seki fedezte fel 1990. január 3-án.